# كونجا كورش
كونجا كورش (بالتركية: Konca Kuriş)‏ ( ولدت في عام 1960 و توفت في 20 يونيو 1999 ) كاتبة تركية تكتب لنصرة المرأة المسلمة. كانت كونجا كورش متزوجة و كان لديها خمسة أطفال. وقد أخُتطفت في عام 1998 ، ثم بعد ذلك قد قٌتلت في مدينة قونية في 20 يونيو 1999 حينما بلغت من العمر ثمانية و ثلاثون عاماً.
و وفقاً إلى العديد من المزاعم فقد كانت كونجا كورش عضواً سابقاً في حزب الله التركي. إلا أنها بعد ذلك قد عارضت المنظمة و اتخذت موقفاً ضدها. و انتقدت كونجا كورش تفسير القرآن بشكل جازم. و قد اختفت كونجا في عام 1998 ، و قام أعضاء حزب الله بتعذيبها و إضطهادها لمدة ثمانية و ثلاثون يوماً ثم قاموا بقتلها. و دفُنت كونجا في مقبرة ضحلة. و سجل القتلة جلسات التعذيب الذين قاموا بها. و في يناير عام 2000 عثُر على العديد من العمليات التي نُظمت في منازل حزب الله. و اعترف حزب الله التركي أنه مسئول عن اختطاف كونجا كورش و تعذيبها و إعدامها. وقال تلك الجملة :
" قام مقاتلي حزب الله باختطاف كونجا كورش عدوة الإسلام و المدافعة عن المرأة العلمانية و قاموا بإستجوابها في قاعدتنا و ذلك بسبب أفعالها و أقوالها المناهضة لله و للقرآن الكريم. وكان الصهاينة يستخدمون كونجا كورش و كانت تتحرك وفقاً للإرشادات و للأقوال الدينية الرسمية لجمهورية تركيا العلمانية التي لا دين لها. و لذلك قد عوقٌبت كونجا كورش وفقا لأحكام الشريعة بسبب تدخلها في أفعال تدفع المسلمين بها إلى الشبهات".